# Cryptotis merriami
Cryptotis merriami là một loài động vật có vú trong họ Chuột chù, bộ Soricomorpha. Loài này được Choate mô tả năm 1970.